# Piravi
Piravi (anglès: The Birth) és una pel·lícula dramàtica en malaiàlam de l'Índia de 1989 dirigida per Shaji N Karun. És protagonitzada per Premji, Archana i Lakshmi Krishnamurthy. La pel·lícula està basada en la vida del professor T. V. Eachara Warrier, el fill del qual, estudiant a l'Regional Engineering College, Calicut, va ser mort sota custòdia policial durant l' Període d'emergència nacional de 1976. La música de la pel·lícula va ser composta per G. Aravindan i Mohan Sithara. "Piravi" va rebre una àmplia elogis de la crítica quan es va estrenar. La pel·lícula va ser projectada i molt ben rebuda a molts festivals de cinema i va guanyar almenys 31 premis, inclòs la Caméra d'Or — Mention Spéciale al 42è Festival Internacional de Cinema de Canes. ambé va guanyar el National Film Award a la millor pel·lícula als National Film Awards de l'Índia. el 1989

## Argument
Raghu és un dels dos fills nascuts de Raghava Chakyar (Premji) i la seva dona. Nascut bastant tard en el matrimoni dels seus pares, Raghu es va criar amb una immensa devoció i amor fins a l'edat adulta.
Ara estudiant en una universitat d'enginyeria lluny de casa, Raghu ha de tornar a casa per la cerimònia de compromís de la seva germana (Archana), però no arriba. El seu pare Raghavan espera sense parar que torni el seu fill. Raghavan fa viatges diaris a la parada d'autobús local, esperant tot el dia amb l'esperança que Raghu eventualment torni a casa. Aviat es veu, i la família s'assabenta a través dels diaris, que Raghu ha estat detingut per la policia per motius polítics.
Raghavan intenta trobar el seu fill, i finalment arriba a la seu de la policia. Tanmateix, la policia finge no saber sobre Raghu, ni el seu parador, i, a més, neguen el fet que Raghu fos detingut. La germana de Raghu finalment s'adona que el seu germà probablement ha mort com a resultat de la tortura policial, però no té cor per dir-ho al seu pare. Raghavan comença lentament a perdre el control de la realitat i comença a somiar que la seva família es reuneix una vegada més.

## Repartiment
- Premji com a Professor Raghava Chakyar
- Archana com filla de Chakyar
- M. Chandran Nair
- Mullanezhi
- Surendran
- V. K. Sreeraman
- K Gopalakrishnan
- Kottara Gopalakrishnan Nair
- Lakshmi Amma
- Lakshmi Krishnamoorthy
- Shantha Ramachandran
- Leela
- Rahul Laxman as Chakyar's son
- Ammini

## Premis
La pel·lícula va ser nominada o va guanyar els següents premis:
42è Festival Internacional de Cinema de Canes (France)
- Guanyador - Caméra d'Or - Mention d'honneur - Shaji N. Karun[1]

1989 Festival Internacional de Cinema d'Edimburg (Regne Unit)
- Guanyador - Premi Sir Charles Chaplin - Piravi - Shaji N. Karun

1989 Festival Internacional de Cinema de Locarno (Suïssa)
- Guanyador - Premi del Jurat Ecumènic - Menció Especial - Shaji N. Karun
- Won - Silver Leopard - Shaji N. Karun
- Nominat - Golden Leopard - Shaji N. Karun

1989 National Film Awards (Índia)
- Guanyador - Golden Lotus Award - National Film Award a la millor pel·lícula - Shaji N. Karun
- Guanyador - Golden Lotus Award - Millor director - Shaji N. Karun
- Guanyador - Silver Lotus Award - Millor Actor - Premji
- Guanyador - Silver Lotus Award - Millor audiografia - T. Krishnanunni

1989 Kerala State Film Awards (Índia)
- Guanyador - Kerala State Film Award al millor actor - Premji
- Guanyador - Kerala State Film Award a la segona millor pel·lícula

1989 Filmfare Awards South
- Guanyador - Premi Filmfare al millor actor - Malayalam -Premis
- Guanyador - Filmfare Award al Millor Director - Malayalam - Shaji N Karun

1989 Festival Internacional de Cinema de Hawaii (Estats Units)
- Guanyador - Millor llargmetratge - Piravi - Shaji N. Karun

1989 Festival Internacional de Cinema de Chicago (Estats Units)
- Guanyador - Silver Hugo - Piravi' - Shaji N. Karun

1990 Bergamo Film Meeting (Itàlia)
- Won - Bronze Rosa Camuna - Shaji N. Karun

Festival Internacional de Cinema de Friburg de 1990 (Suïssa)
- Guanyador - Premi d'ajuda a la distribució - Shaji N. Karun

1991 Festival de Cinema de Fajr (Iran)
- Guanyador - Crystal Simorgh - Competició internacional: Superb Film - Piravi - Shaji N. Karun